# Feminização biológica
Na biologia e na medicina, a feminização ou feminilização é o desenvolvimento num organismo de características físicas que geralmente são exclusivas das fêmeas da espécie. Isto pode representar um processo normal de desenvolvimento, contribuindo para a diferenciação sexual. A feminização também pode ser induzida por fatores ambientais, e esse fenômeno tem sido observado em diversas espécies animais. No caso da terapia hormonal transgênero, ela é induzida artificialmente de forma intencional.

## Feminização patológica
No reino animal, quando a feminização ocorre num macho, ou numa idade de desenvolvimento inadequada, é muitas vezes devido a um distúrbio genético ou adquirido do sistema endócrino. Nos seres humanos, uma das manifestações mais comuns de feminização anormal é a ginecomastia, o desenvolvimento inadequado dos seios que pode resultar de níveis elevados de hormônios feminizantes, como os estrogênios. A deficiência ou bloqueio de hormônios virilizantes (andrógenos) também pode contribuir para a feminização. Em alguns casos, níveis elevados de andrógenos podem produzir efeitos virilizantes (aumento de pelos corporais, voz mais profunda, aumento de massa muscular, etc.) e efeitos feminizantes (ginecomastia), uma vez que os andrógenos podem ser convertidos em estrogênios pela aromatase nos tecidos periféricos.
Nos insetos, a feminização pode ocorrer através da herança de endossimbiontes que manipulam a reprodução. Isso promove a herança dos endossimbiontes porque os endossimbiontes são transmitidos pelas mães aos seus óvulos. Como tal, quanto mais mulheres infectadas por endossimbiontes existirem numa população, mais os endossimbiontes serão transmitidos à próxima geração.